# Macrozamia spiralis
Macrozamia spiralis är en kärlväxtart som först beskrevs av Richard Anthony Salisbury, och fick sitt nu gällande namn av Friedrich Anton Wilhelm Miquel. Macrozamia spiralis ingår i släktet Macrozamia och familjen Zamiaceae. IUCN kategoriserar arten globalt som starkt hotad. Inga underarter finns listade i Catalogue of Life.

## Bildgalleri

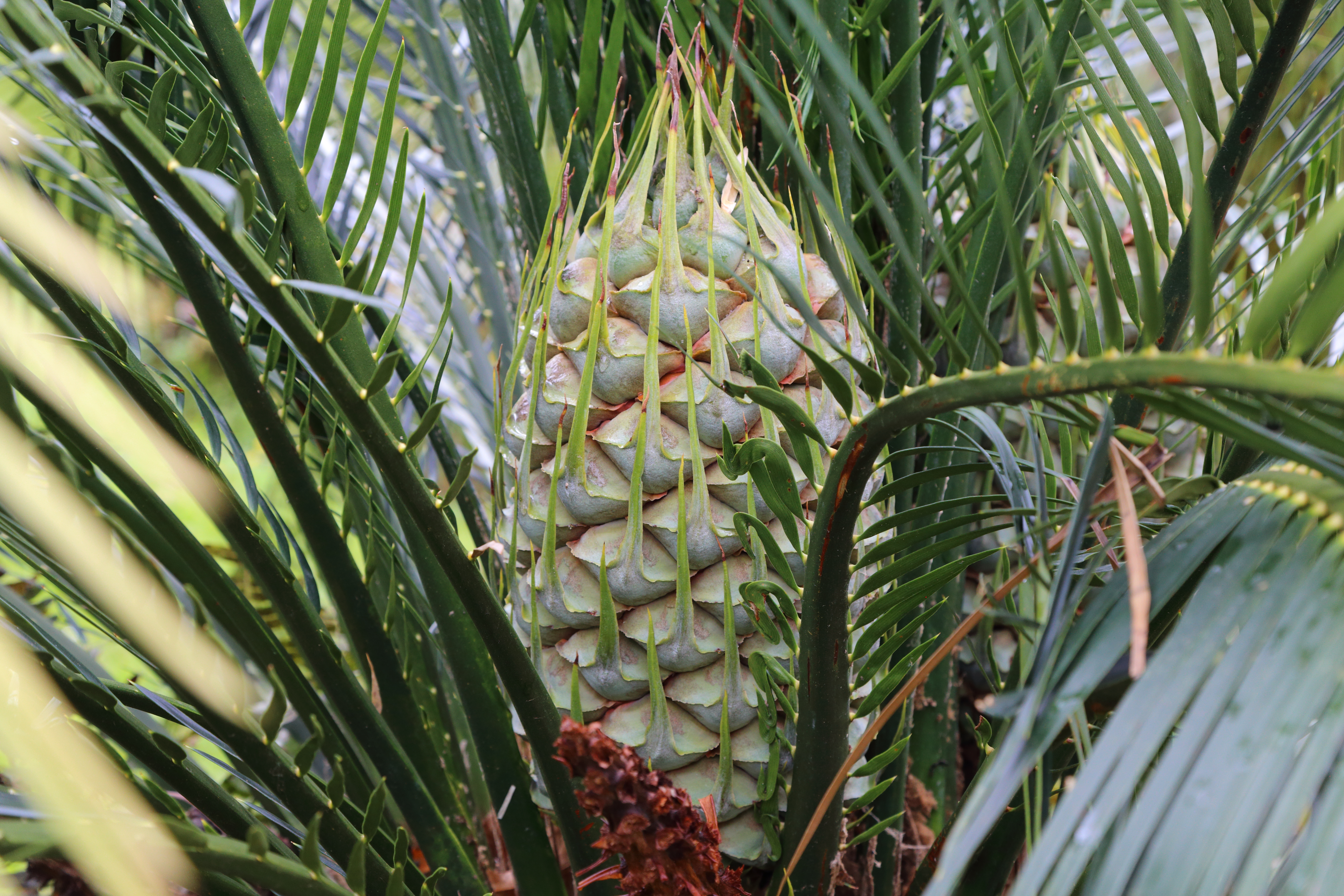
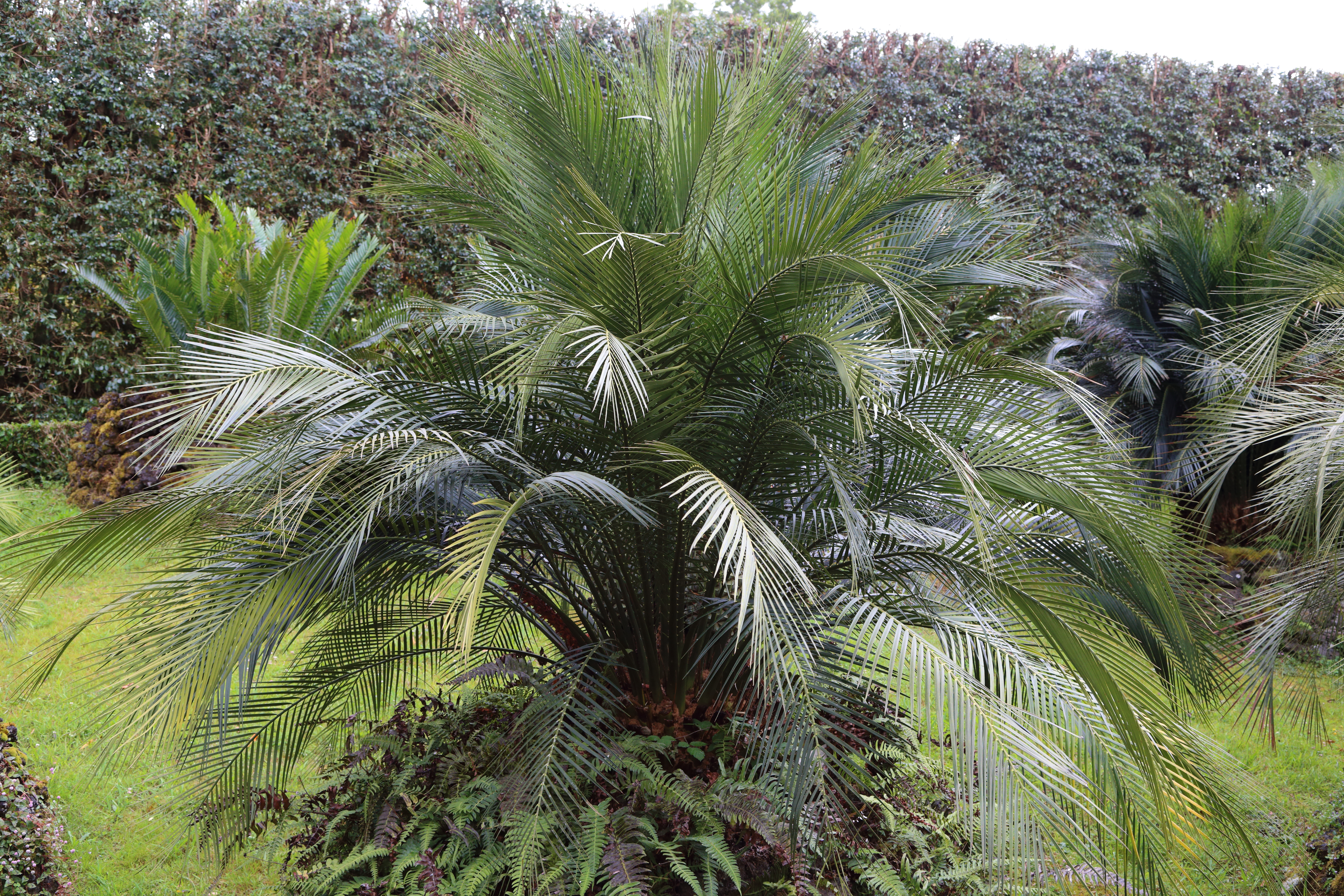